# Truco publicitario

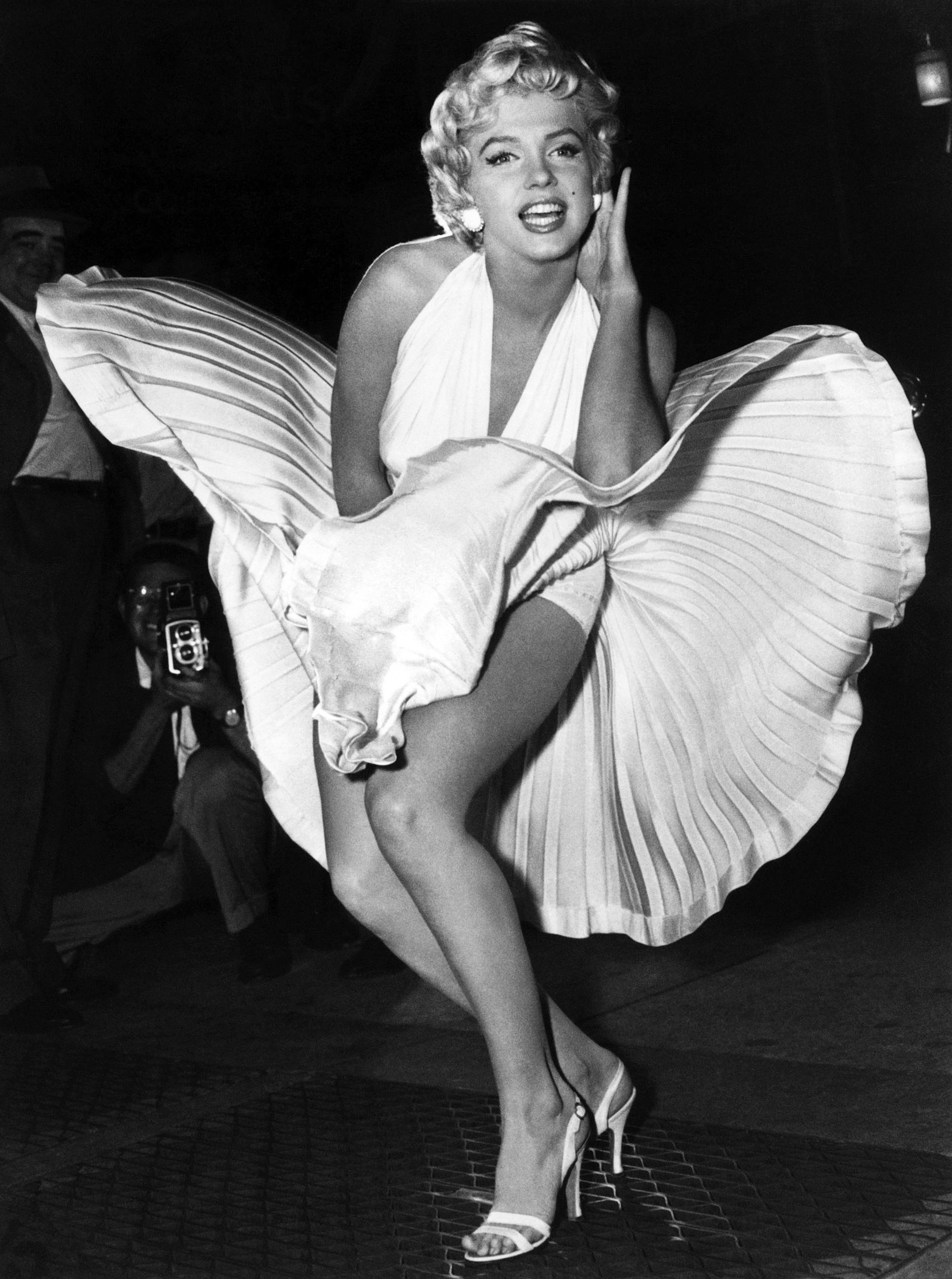
Para promocionar la película The Seven Year Itch, la actriz Marilyn Monroe fue fotografiada vistiendo un vestido blanco que se levantaba con el viento filtrado de una rejilla del metro. La imagen ha sido considerada una de las fotografías más famosas del siglo.

En márketing, un truco publicitario es una acción promocional planificada y diseñada para generar interés y atraer la atención del público hacia un producto, un servicio, un evento o una causa específica. Los trucos publicitarios pueden ser organizados profesionalmente o de forma amateur. Estos trucos son utilizados con frecuencia tanto por anunciantes como por celebridades y estrellas para generar un marketing viral.
A veces las organizaciones buscan publicidad organizando eventos de interés periodístico que atraigan la cobertura de los medios. Pueden ser en forma de innovaciones, intentos de récord mundial, dedicatorias, conferencias de prensa o protestas organizadas. Al organizar y gestionar este tipo de eventos, las organizaciones intentan obtener algún tipo de control sobre lo que se informa en la prensa. Los trucos publicitarios exitosos tienen valor noticioso, ofrecen oportunidades para tomar fotografías y videos y y están organizados principalmente para que los medios le den cobertura mediática.
Puede resultar difícil para las organizaciones y empresas diseñar estrategias publicitarias exitosas que resalten el mensaje en lugar de soterrarlo o hacer que este termine pasando desapercibido entre la audiencia. Uno de los casos más conocidos fue el de la Austin Motor Company, compañía automotriz británica; para promocionar el nuevo modelo Austin A40 Sports, el presidente de la empresa Leonard Lord apostó a Alan Hess, empleado del departamento de publicidad, a que no podría dar la vuelta al mundo en el coche en 30 días. En 1951, un A40 Sports conducido por Hess logró la vuelta al mundo en 21 días en lugar de los 30 previstos inicialmente (con la ayuda de un avión de carga de KLM), si bien esta hazaña no tuvo ningún impacto final en las ventas del automóvil.